# Schizoprymnus telengai
Schizoprymnus telengai är en stekelart som beskrevs av Vladimir Ivanovich Tobias 1976. Schizoprymnus telengai ingår i släktet Schizoprymnus och familjen bracksteklar. Inga underarter finns listade i Catalogue of Life.